# Selo de Guam

Selo de Guam

O Selo de Guam aparece no meio da bandeira de Guam. Ele retrata Agana, e uma palmeira.
O coqueiro, também conhecido como a "Árvore da Vida" detém uma posição dominante da sigla de Guam. A forma do selo é a de uma pedra Chamorra usada como arma de guerra e de caça. O coqueiro, crescendo na areia infértil, simboliza auto-sustento e determinação para crescer e sobreviver sob qualquer circunstância, com a sua folhas abertas para o céu - desafia os elementos para dobrar sua vontade. O tronco torcido atenta para um povo que foi testado pela fome, calamidades naturais, guerras e genocídio. A vela vista ao fundo, é uma embarcação construída pelo povo Chamorro, que é rápida e ágil na água, é necessária uma grande habilidade para construir a vela. O Rio canalizado, onde a água doce corre para fora para interagir com o oceano, simboliza a vontade de partilhar os recursos da terra com os outros. A permanência da massa de terra Hila'an (Puntan dos Amantes) no fundo demonstra o compromisso dos Chamorros à sua terra natal e ao meio ambiente, seja ela marítima ou terrestre.